# هيثم شاكر
هيثم شاكر (15 يوليو 1983 -)، مغني وممثل مصري

## حياته
ولد في مدينة جدة المملكة العربية السعودية لأبوين مصريين، درس أعمال

### حياته الأسرية
متزوج ولديه من الأبناء اثنان محمد وهنا.

### إصابته بمرض السرطان
أصيب بورم سرطاني في القولون تسبب في فقدان وزنه بشكل كبير، ما جعله يبتعد عن الغناء بناء على طلب الأطباء لمدة خمسة سنوات قضاها في رحلة علاجه.

### سجنه بتهمة التزوير والتهرب من الخدمة العسكرية
عام 2006 ألقى القبض عليه بعد إصدار المحكمة العسكرية في مصر قرارها بحبس المطربين الشابين تامر حسني, وهيثم شاكر لمدة عام بتهمة تزوير أوراق الخدمة العسكرية وحبسهما في السجن الحربي بطريق القاهرة - الإسماعيلية.

## مشواره المهني
بدأ بالغناء في سنوات دراسته الأولى من خلال إنشاده لأغاني الأطفال في الحفلات المدرسية باستمرار، تلقى في بداياته تشجيعاً كبيراً على الغناء من والدته الظهور الأول لـ”هيثم شاكر” كان من خلال البوم “كولكشن ميوزيك ناو ” الذي يُعتبر البداية الحقيقية لمشواره الفني وذلك بعد أن التقي مع المنتج “فايز عزيز” والموزع الموسيقي “حميد الشاعري” في أغنيته الأولى “أحلف بالله” عام 2001 التي حققت نجاحاً كبيراً وكانت بمثابة الانطلاقة نحو طريق الشهرة والنجومية.
واصل الفنان مسيرته الفنية بعد ذلك بثبات واصدر عام 2004 م ألبومه الأول “خليك جنبي”، ثم الألبوم الثاني بعنوان “جديد عليا” عام 2008 م، بالإضافة إلى مجموعة من الأغاني الفردية وأغنيات الأفلام والمسلسلات. ثم الألبوم الثالث عام 2014 «احلى قرار» والبوم معرفه قديمة 2019 "

## الألبومات[6]
| الألبوم     | العام  | المنتج       |
| ----------- | ------ | ------------ |
| خليك جنبي   | (2004) | ميوزيك ناو   |
| جديد عليا   | (2008) | فري ميوزيك   |
| أحلى قرار   | (2014) | ميلودي       |
| معرفة قديمة | (2019) | نجوم ريكوردز |

## فيديو كليبات
| الأغنية                       | المخرج           | العام | المنتج         |
| ----------------------------- | ---------------- | ----- | -------------- |
| أحلف بالله                    | سامح عبد العزيز  | 2001  | ميوزيك ناو     |
| خليك جنبي                     | حسين شوكت        | 2004  | ميوزيك ناو     |
| إيه فكرك بيا                  | حسين شوكت        | 2004  | ميوزيك ناو     |
| أهون عليك                     | سامح عبد العزيز  | 2004  | ميوزيك ناو     |
| أرمي حمولك عليا               | شريف صبري        | 2005  | جريدة الجماهير |
| أصلي قديم                     |                  | 2010  | ميلودي         |
| أيام الفرح                    | هادي الباجوري    | 2010  | ميلودي         |
| أوبريت أمي مع تامر حسني ويارا | عثمان أبو لبن    | 2013  | ميلودي         |
| ماتوصونيش                     | يانس ديموليتاسيس | 2019  | قنوات          |
| لحقتيني                       | يانس ديموليتاسيس | 2020  | قنوات          |

## في التمثيل

### في التلفزيون
| سنة الإنتاج | اسم المسلسل  | الشخصية    |
| ----------- | ------------ | ---------- |
| 2017        | مسلسل أرض جو | شريف إمام  |
| 2020        | حب عمري      | عيسي الفقي |

### في السينما
| سنة الإنتاج | الفيلم   | الشخصية |
| ----------- | -------- | ------- |
| 2006        | زي الهوا | غناء    |

## وصلات خارجية
- هيثم شاكر على موقع الدهليز
- هيثم شاكر على موقع قاعدة بيانات الأفلام العربية
- هيثم شاكر على موقع ديسكوغز (الإنجليزية)